# Teodora Nemanjić
Teodora Nemanjić (en serbio: Теодором Немањић) fue una princesa serbia, la hija del rey de Serbia, Esteban Uroš III Dečanski por su segundo matrimonio con la princesa bizantina María Paleóloga. Teodora fue la hermana del rey Esteban Uroš IV Dušan.
Teodora nació alrededor de 1330. En el período 1346 y 1355, se casó con el gobernante de Velbazhd Dejan Dragaš. Como consecuencia del matrimonio con la hermana del rey, Dejan obtuvo el título de sebastocrátor, y finalmente el de déspota. Al final de sus días Teodora adoptó el nombre monástico de Eudoxia.
- Datos: Q3656360